# 徐感
徐感（?—?），隋唐曹州离狐（今山东省东明县）人，徐世勣的弟弟，徐盖的儿子。
徐感年纪很轻有志气节操。李密失败后，徐感陷于王世充，徐世勣归附唐朝。王世充逼令徐感写信召徐世勣，徐感说：“家兄立身尚节义，不亏名节，今已事主，君臣分定，决不以徐感造次改动志向。”于是不肯。王世充大怒，杀害了徐感，时年十五岁。